# Mujeres en la masonería
El presente artículo aborda el tema de las mujeres en la masonería en distintas épocas y países.

## Histórico
Según las investigaciones, se sabe que la primera mujer masona fue Mrs. Aldworth, iniciada en Irlanda en 1732, en circunstancias bastante poco comunes. Posteriormente, no hubo más mujeres en las logias masónicas en el sentido estricto, sino hasta la iniciación de María Deraismes el 14 de enero de 1882, en Francia. Sin embargo, en este intervalo aparecieron diferentes órdenes mixtas de inspiración masónica, como por ejemplo la masonería llamada "de adopción" o "masonería de damas", en Francia; la "Orden de los Mopses", en Prusia, o la Orden de la Estrella de Oriente, (Eastern Star), en los Estados Unidos.
A la fecha del presente artículo, en un número cada vez mayor de países, sobre todo en Europa, pero también en América Latina, las mujeres pueden unirse a las obediencias masónicas mixtas o exclusivamente femeninas.[cita requerida]
Cabe aclarar que no solamente en los Estados Unidos existe la masonería de adopción, sino que hay en la actualidad tres logias netamente femeninas, auspiciadas por la Gran Logia Femenina de Bélgica, y la primera Gran Logia Femenina de los Estados Unidos creada el 11 de noviembre de 2017 que está conformada por las Respetables Logias Simbólicas Femeninas Tiferet Núm. 47,  Geburah Núm. 49 y Jotmá Núm 51. Este Gran Oriente se  encuentra en Miami, Florida y fue auspiciada por el Gran Oriente Femenino de Veracruz, México.

## Galería

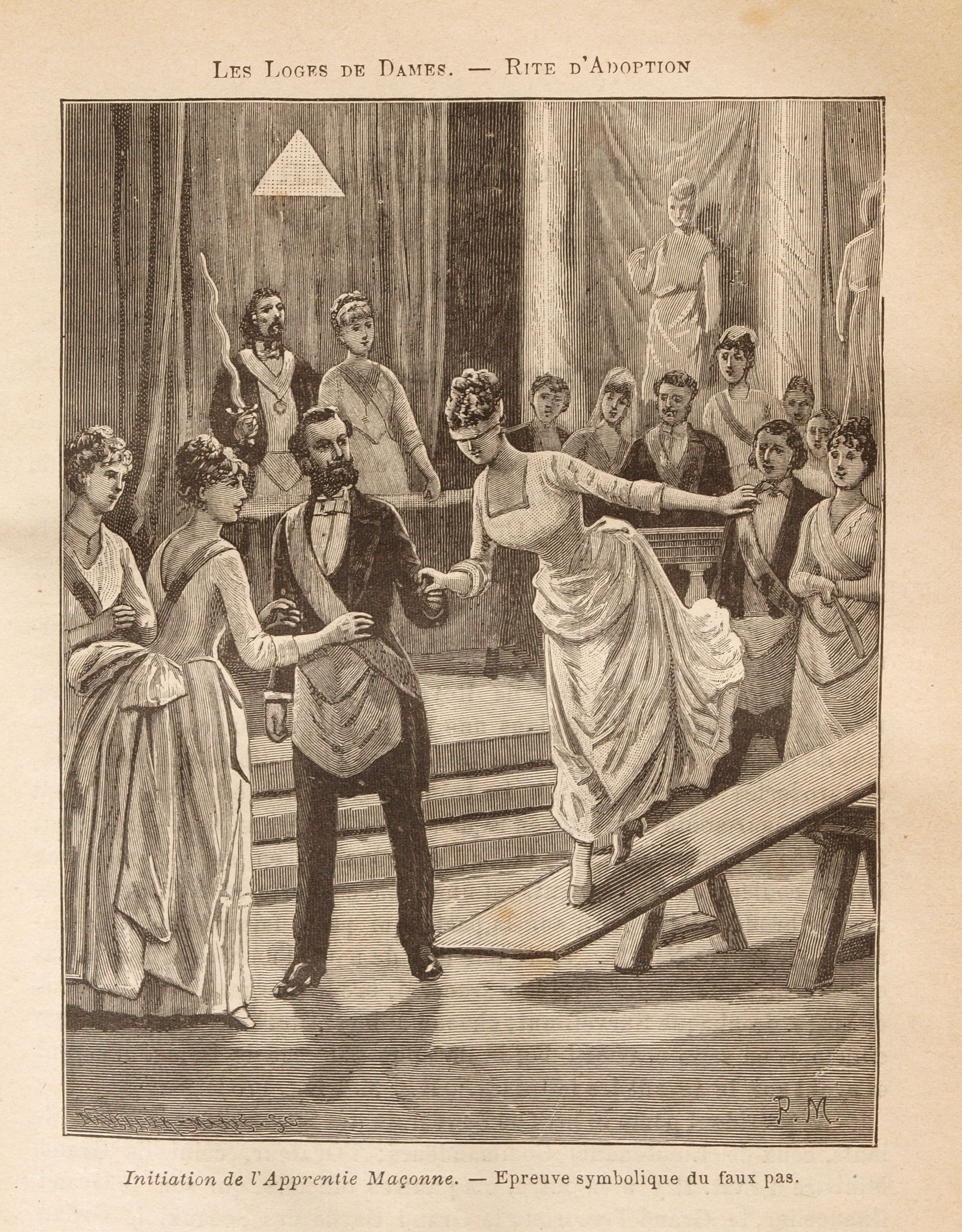
Masonería de adopción (de damas) en Francia, dibujo de Pierre Méjanel
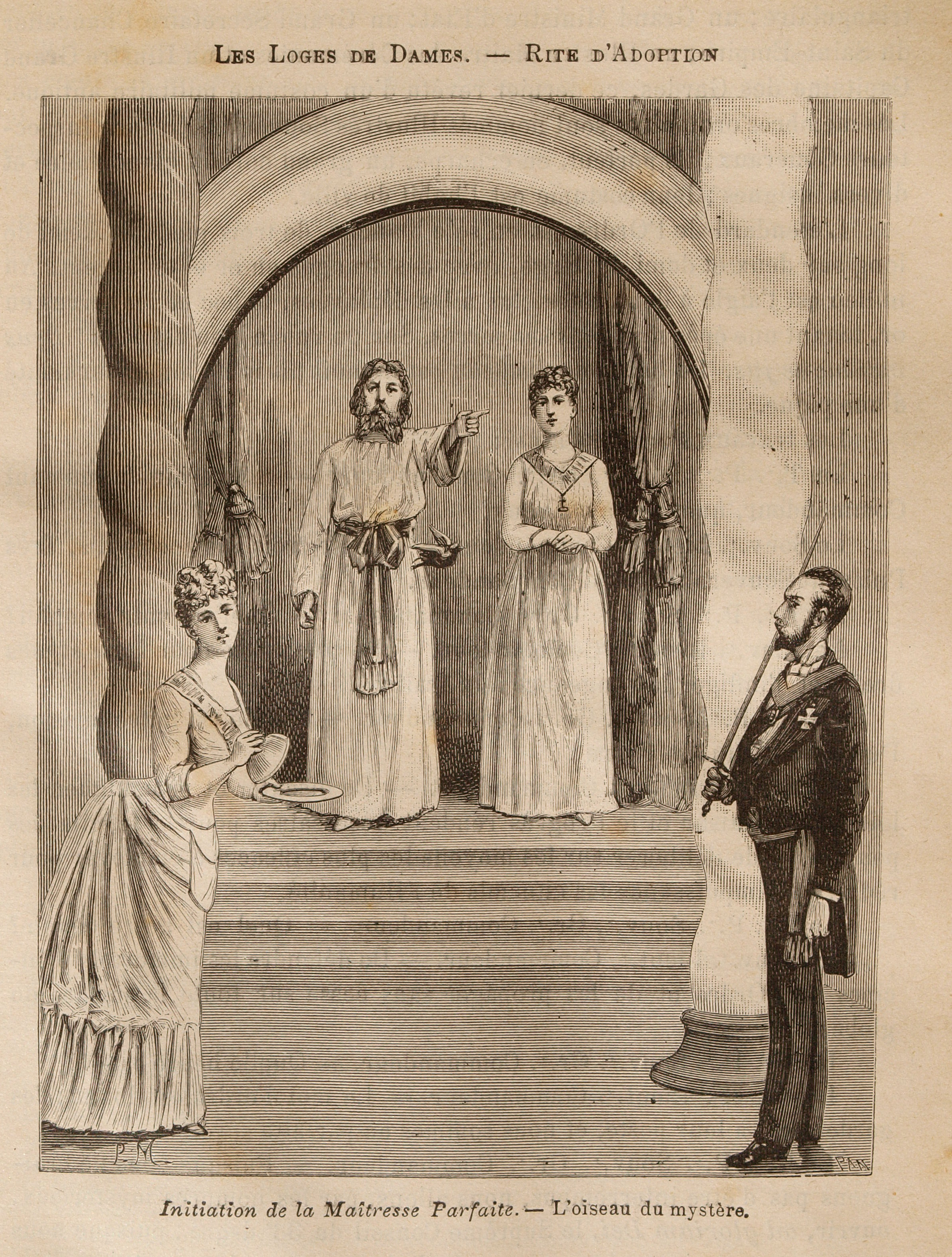
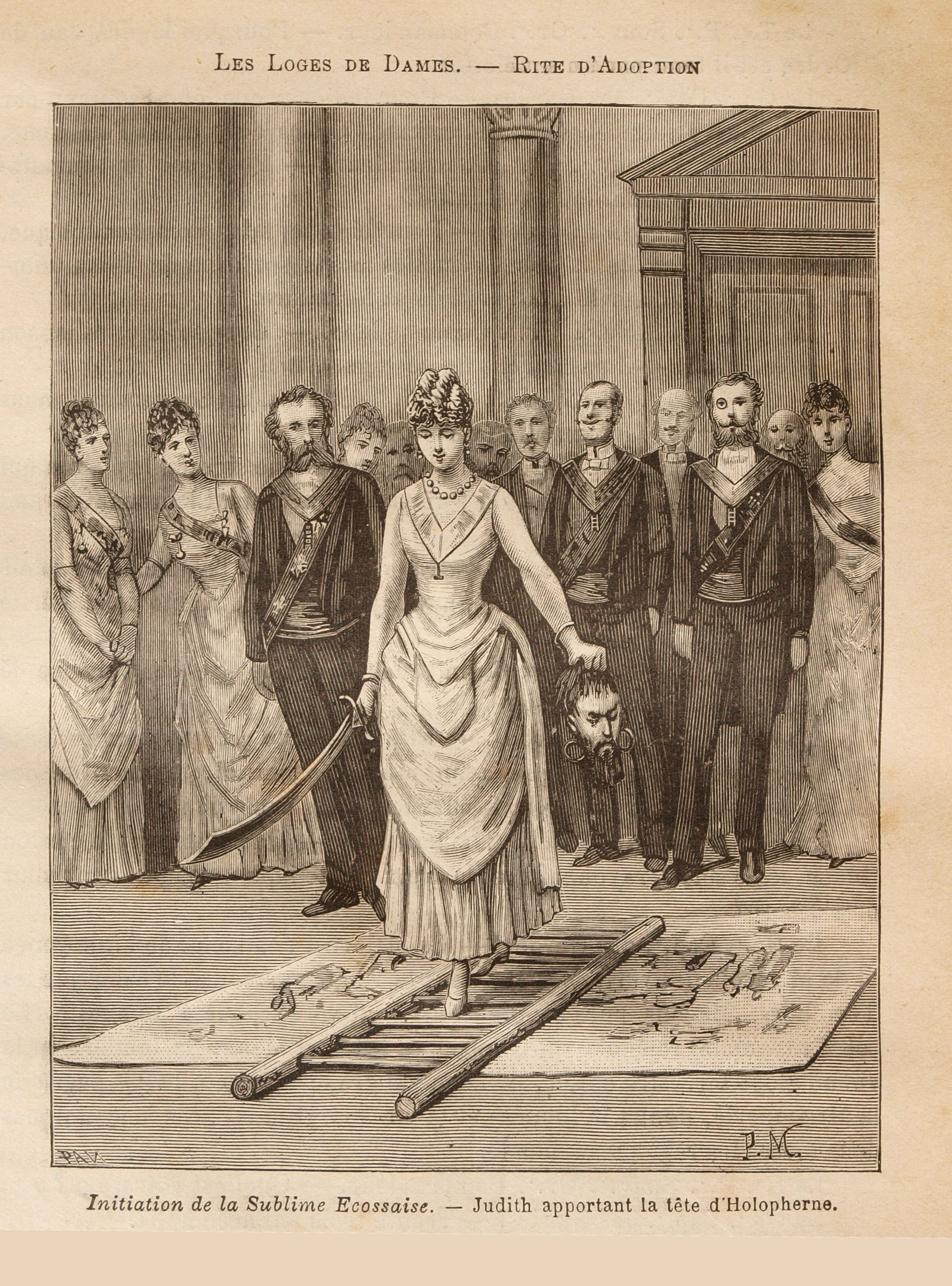
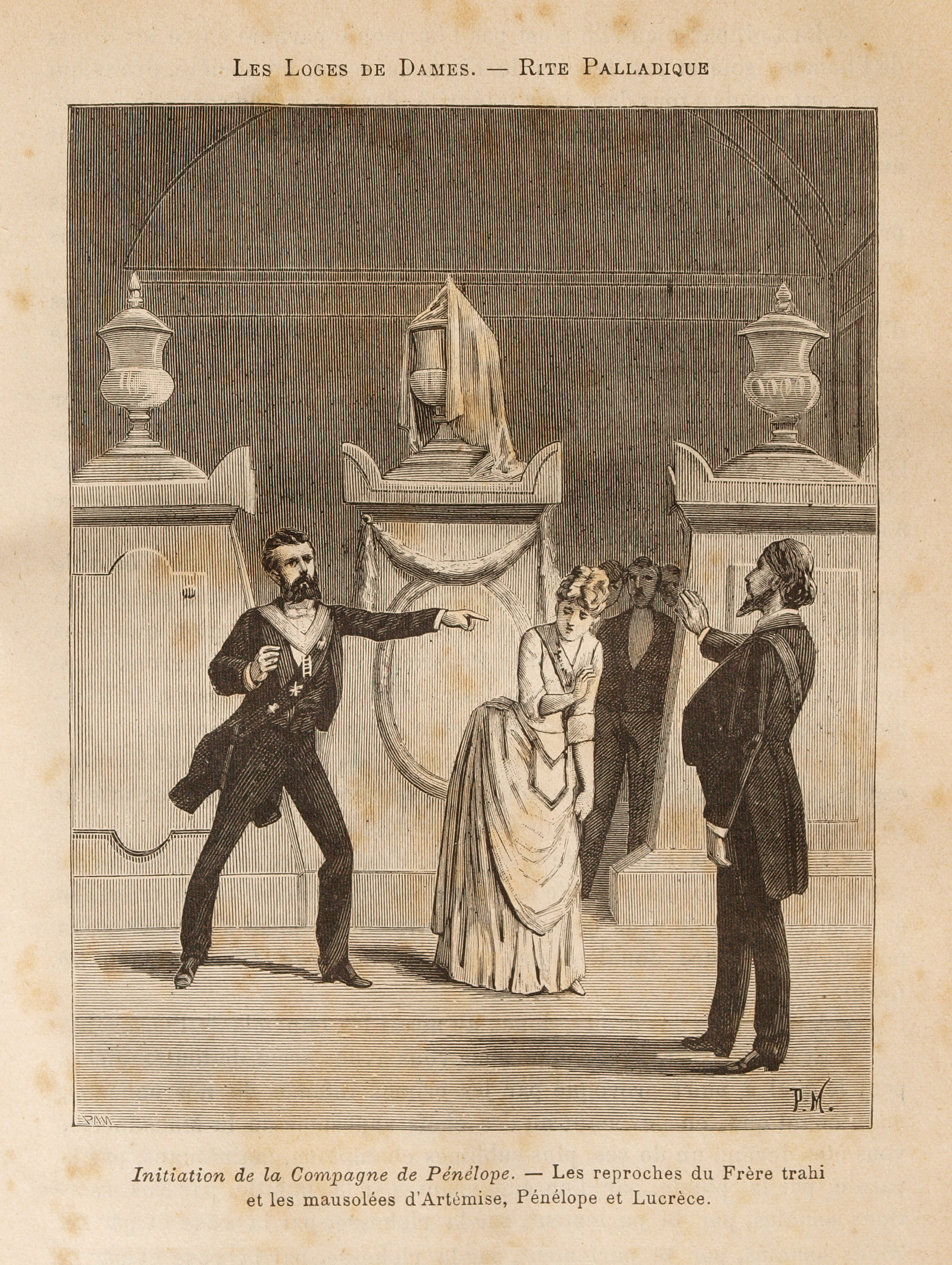
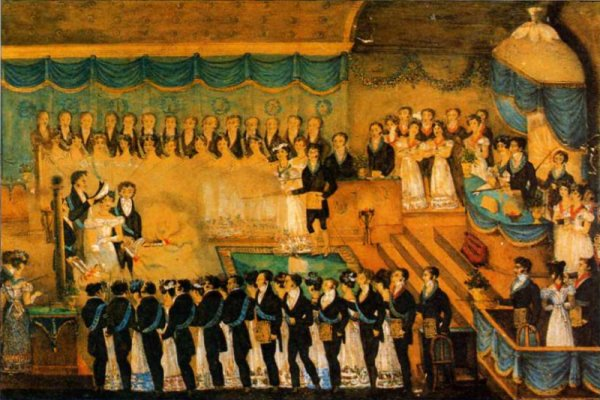
Mujer en una logía de adopción, Francia.

## Fuente de traducción
- Esta obra contiene una traducción parcial derivada de «Femmes en franc-maçonnerie» de Wikipedia en francés, concretamente de esta versión del 20 de marzo de 2013, publicada por sus editores bajo la Licencia de documentación libre de GNU y la Licencia Creative Commons Atribución-CompartirIgual 4.0 Internacional.

- Datos: Q3068304